# Natalya Semenova
Nataliya Fokina-Semenova (née le 7 juillet 1982 à Horlivka) est une athlète ukrainienne, spécialiste du lancer du disque.

## Biographie
Championne d'Europe junior puis espoirs en 2001 et 2003, Fokina-Semenova se classe 7e des Championnats du monde d'Osaka en 2007 avec un jet à 61,17 m. Elle porte en 2008 son record personnel à 64,70 m.
En 2012, Nataliya Fokina-Semenova remporte la médaille de bronze des Championnats d'Europe d'Helsinki en établissant la marque de 62,91 m, devancée par la Croate Sandra Perković et l'Allemande Nadine Müller. Qualifiée pour la finale des Championnats du monde de Pékin en août 2015, elle se classe dernière de cette finale (59,54 m).
Le 7 juin 2016, elle prend la 2de place du Meeting de Montreuil avec 62,93 m, derrière la Cubaine Yaime Pérez (67,91 m) puis remporte le titre national dix jours plus tard avec un jet à 62,41 m. Elle se classe le 10 juillet 6e des Championnats d'Europe d'Amsterdam avec 62,21 m.
Le 30 juin, à Kiev, Semenova lance son disque à 64,08 m, le second meilleur résultat de sa carrière.

## Vie privée
Elle est mariée au lanceur de disque Oleksiy Semenov, qui possède un record à 65,96 m.

## Palmarès
| Date | Compétition                          | Lieu              | Résultat | Marque  |
| ---- | ------------------------------------ | ----------------- | -------- | ------- |
| 2000 | Championnats du monde juniors        | Santiago du Chili | 6e       | 51,44 m |
| 2001 | Championnats d'Europe juniors        | Grosseto          | 1re      | 56,69 m |
| 2003 | Championnats d'Europe espoirs        | Bydgoszcz         | 1re      | 59,30 m |
| 2003 | Universiade                          | Daegu             | 1re      | 63,11 m |
| 2007 | Championnats du monde                | Osaka             | 7e       | 61,17 m |
| 2008 | Coupe d'Europe                       | Annecy            | 2e       | 62,25 m |
| 2008 | DécaNation                           | Paris             | 1er      | 59,23 m |
| 2012 | Championnats d'Europe                | Helsinki          | 3e       | 62,91 m |
| 2015 | Championnats du monde                | Pékin             | 12e      | 59,54 m |
| 2015 | DécaNation                           | Paris             | 4e       | 54,27 m |
| 2016 | Championnats d'Europe                | Amsterdam         | 6e       | 62,21 m |
| 2016 | DécaNation                           | Marseille         | 2e       | 57,27 m |
| 2017 | Coupe d'Europe hivernale des lancers | Grande Canarie    | 7e       | 57,62 m |
| 2017 | Championnats d'Europe par équipes    | Lille             | 4e       | 58,83 m |
| 2017 | DécaNation                           | Angers            | 4e       | 57,32 m |
| 2019 | Championnats d'Europe par équipes    | Bydgoszcz         | 7e       | 55,30 m |

## Records
| Épreuve          | Performance | Lieu | Date          |
| ---------------- | ----------- | ---- | ------------- |
| Lancer du disque | 64,70 m     | Kiev | 30 avril 2008 |